# Guinea-Bissaus flagga
Guinea-Bissaus flagga är tvådelad i gult och grönt med ett rött vertikalt fält vid den inre kanten. I det röda fältet finns en svart femuddig stjärna. Flaggan antogs av Guinea-Bissau den 24 september 1973 och har proportionerna 1:2.

## Symbolik
Färgerna är de traditionella panafrikanska. Den röda färgen står för det blod som offrats i kampen för självständighet, grönt står för framtidshopp och gult står för solen som källa till allt liv. Den svarta stjärnan står för ett förenat Afrika

## Historik
Landet var en portugisisk koloni fram till självständigheten 1974, då den flagga som användes av regeringspartiet PAIGC (Partido Africano da Independência da Guiné e Cabo Verde) antogs som ny nationsflagga. Flaggans förebild är Ghanas nationsflagga från 1957, varifrån även färgsymboliken kommer. PAIGC:s flagga har även givit upphov till den flagga som Kap Verde använde mellan 1975 och 1992.